# 高島 (阿南市)
高島（たかしま）は、徳島県阿南市橘町にある島である。

## 地理
阿南市橘町の無人島で橘湾内の中央部に位置する。西方には小勝島、東方にはウルメ島がある。面積は0.6km2。
1925年（大正14年）に橘浦漁業組合がこの島を買収して以来、漁協の所有となる。地名の由来は、竹島の意で、矢竹を産することから名付けられた。
往昔、無量寿山薬王院竹林寺という寺院があり、1,000戸が帰依していたが、地変により村落共に陥没して海となったという千軒水没の伝説があり、竹林寺は天正年間に東条関之兵衛が光明寺として再興したと伝えられる。